# Harrison E. Havens

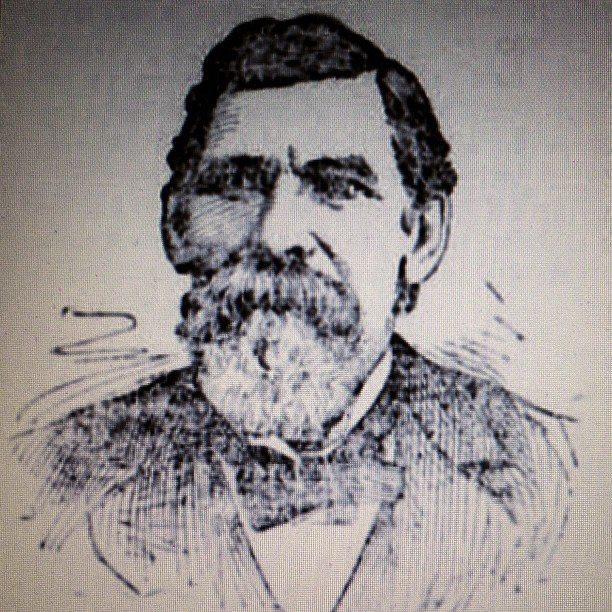
Harrison E. Havens

Harrison Eugene Havens (* 15. Dezember 1837 im Franklin County, Ohio; † 16. August 1916 in Havanna, Kuba) war ein US-amerikanischer Politiker. Zwischen 1871 und 1873 vertrat er den Bundesstaat Missouri im US-Repräsentantenhaus.

## Werdegang
Harrison Havens besuchte die öffentlichen Schulen seiner Heimat. Nach einem anschließenden Jurastudium und seiner Zulassung als Rechtsanwalt begann er in diesem Beruf zu arbeiten. Während des Bürgerkrieges war er Hauptmann im Heer der Union. Über Illinois und Iowa gelangte Havens im Jahr 1867 nach Springfield in Missouri, wo er die Zeitung „Springfield Patriot“  herausgab.
Politisch wurde Havens Mitglied der Republikanischen Partei. Bei den Kongresswahlen des Jahres 1870 wurde er im vierten Wahlbezirk von Missouri in das US-Repräsentantenhaus in Washington, D.C. gewählt, wo er am 4. März 1871 die Nachfolge von Sempronius H. Boyd antrat. Nach einer Wiederwahl konnte er bis zum 3. März 1875 zwei Legislaturperioden im Kongress absolvieren. Ab 1873 vertrat er dort als Nachfolger von Abram Comingo den sechsten Distrikt seines Staates. Ebenfalls ab 1873 war Havens Vorsitzender des Ausschusses für öffentliche Ausgaben. Im Jahr 1874 wurde er nicht bestätigt; 1878 scheiterte auch eine Kandidatur für den Senat von Missouri.
1881 war Havens als Superintendent Vorstandsmitglied der Springfield & Western Missouri Railway Co. Danach praktizierte er in Springfield wieder als Rechtsanwalt. In den Jahren 1893 und 1894 war er Bezirksstaatsanwalt. Anschließend zog er nach Enid im Oklahoma-Territorium, wo er zwischen 1901 und 1906 im Zeitungsgeschäft arbeitete. Danach zog er nach Herradura auf Kuba, wo er als Pflanzer arbeitete. Harrison Havens starb am 16. August 1916 in Havanna, wohin er zwischenzeitlich aus gesundheitlichen Gründen gezogen war.